# نهر بئار
نهر بِئَار هو نهر يصب في الوادي الكبير ويجري في مقاطعتي بطليوس وأشبيلية.